# Irena Nelkenowa
Irena Nelkenowa z domu Borkowska ps.  Wanda Nowina (ur. 1899, zm. 20 sierpnia 1944 w Warszawie) – polonistka, podczas powstania warszawskiego komendantka oddziału kobiecego Państwowego Korpusu Bezpieczeństwa m. st. Warszawy w Obwodzie Śródmieście.

## Życiorys
Przed wojną pracowała w Instytucie Oświaty Dorosłych i Wydziale Oświaty Dorosłych Ministerstwa Wyznań Religijnych i Oświecenia Publicznego. Podczas Obrony Warszawy w kampanii wrześniowej 1939 była pielęgniarką w przychodni Polskiego Czerwonego Krzyża. Od roku 1943 działała w konspiracji w Państwowym Korpusie Bezpieczeństwa. Wkrótce zdała egzamin oficerski.
Zginęła 20. dnia powstania warszawskiego w domu przy ul. Miodowej 24.
Jej mężem był Jan Nelken zamordowany w Katyniu przez NKWD w 1940. Mieli córkę Annę – „Inkę”, która była łączniczką w batalionie „Zośka”; odznaczona Krzyżem Walecznych. Tak jak jej matka, zginęła w powstaniu.